# Brian Hewson
Pour les articles homonymes, voir Hewson.
Brian Stanford Hewson (né le 4 avril 1933 à Croydon (Angleterre) et mort le 13 septembre 2022 en Afrique du Sud,) est un athlète britannique spécialiste des épreuves de demi-fond. Il représente la Grande-Bretagne lors des Jeux olympiques de 1956 et de 1960. Il remporte également un titre de champion d'Europe sur 1 500 mètres.   
Hewson a été l'un des premiers hommes à courir un mile en moins de quatre minutes, avec un temps de 3 min 59 s 8 au White City Stadium de Londres le 28 mai 1955. En se classant troisième de la course derrière László Tábori et Chris Chataway, il est devenu la première personne à courir un mile en moins de quatre minutes et à ne pas terminer dans les deux premiers d'une course. Avant cette date, seuls Roger Bannister et John Landy avaient couru un mile  en moins de quatre minutes,,. 

## Jeunesse
Hewson naît à Croydon, une ville de la banlieue de Londres. Il poursuit sa scolarité à la Pollards Hill Junior School. Il rejoint ensuite la Mitcham Grammar School puis à l'âge de 16 ans, il arrive sur les bancs de l'Université de Westminster où il apprend le métier de tailleur. 

## Carrière sportive

### Premières courses
Hewson commence à courir durant sa scolarité à la Mitcham Grammar School. En 1947, il s'aligne sur ses premières courses et remporte notamment le championnat des écoles du réseau Mitcham. On lui propose alors de rejoindre le club d'athlétisme du réseau, le Mitcham AC. Là-bas, il connaît son premier entraîneur, Frank Drew. Rapidement, il court le 880 yards en 1 min 59 s 4 au cours de sa première année d'athlétisme. L'année suivante, il abaisse son chronomètre à 1 min 55 s 3 sur la même distance. 

### Moins de 4 minutes sur le mile
Sélectionné pour participer aux Jeux de l'Empire britannique et du Commonwealth de 1954, il décroche la médaille d'argent sur l'épreuve du 880 yards en 1 min 51 s 2. En avril 1955, Frank Drew, son entraîneur, décède. Brian Hewson est ensuite présenté à l'entraineur autrichien Franz Stampfl (en), alors entraîneur de Chris Chataway. Le 28 mai 1955, au British Games Meeting de Londres, il devient le quatrième homme à courir le mile en moins de 4 min en parcourant la distance en 3 min 59 s 8. Il termine cependant troisième de cette course, derrière Chris Chataway et László Tábori.

### Jeux olympiques de 1956
Ses performances lui permettent d'être sélectionné pour représenter la Grande-Bretagne aux Jeux olympiques de 1956 se déroulant à Melbourne. Aligné sur le 1 500 mètres, il parvient à se qualifier pour la finale, course dont il terminera à la 5e place dans un temps de 3 min 42 s 6. L'irlandais Ron Delany décroche le titre olympique en 3 min 41 s 2. 

### Titre européen et fin de carrière
L'année 1958 fut la plus aboutie de sa carrière. Lors des championnats d'Europe se déroulant à Stockholm, il devient champion d'Europe du 1 500 mètres en 3 min 41 s 9. Ensuite, aux Jeux du Commonwealth, il remporte une nouvelle médaille d'argent sur le 880 yards derrière le futur champion olympique du 1 500 mètres l'australien Herb Elliott. Egalement engagé sur le mile, il termine 8e de l'épreuve. C'est en 1958 que Brian Hewson établi tous ses records personnels.  
De nouveau sélectionné pour les Jeux olympiques, Hewson se blesse 6 semaines avant le début de l'évènement. En manque de forme, il s'aligne uniquement sur 800 mètres et est éliminé dès les séries. Il met ensuite un terme à sa carrière athlétique. 

## Carrière professionnelle
Hewson travaille ensuite en tant que tailleur chez Simpsons of Piccadilly (en) à Londres. Il crée ensuite sa propre entreprise de couture dans l'East End de Londres. Il travaille notamment pour Debenhams ou encore le groupe Incentive. 

## Vie privée
Brian Hewson épouse Roberta E. Bassford en 1957, mais le mariage est ensuite annulé au motif qu'elle refuse de consommer le mariage. Hewson épouse alors Alison Blaiklock en 1963. Le couple donne naissance à trois enfants, James, Caroline et Charles. Ils divorcèrent en 1980 et Hewson se mariera une troisième fois avec Marion Stiff.
Hewson est décédé le 13 septembre 2022, à l'âge de 89 ans en Afrique du Sud,.

### Palmarès
| Date | Compétition                                     | Lieu      | Résultat | Épreuve      | Performance   |
| ---- | ----------------------------------------------- | --------- | -------- | ------------ | ------------- |
| 1954 | Jeux de l'Empire britannique et du Commonwealth | Vancouver | 2e       | 880 yards    | 1 min 51 s 2  |
| 1956 | Jeux olympiques                                 | Melbourne | 5e       | 1 500 mètres | 3 min 42 s 69 |
| 1958 | Championnats d'Europe                           | Stockholm | 1er      | 1 500 mètres | 3 min 41 s 9  |
| 1958 | Jeux de l'Empire britannique et du Commonwealth | Cardiff   | 2e       | 880 yards    | 1 min 49 s 5  |
| 1958 | Jeux de l'Empire britannique et du Commonwealth | Cardiff   | 8e       | 1 mile       | 4 min 11 s 1  |
| 1960 | Jeux olympiques                                 | Rome      | Séries   | 800 mètres   | 1 min 54 s 73 |

### Records
| Épreuve      | Performance  | Lieu      | Date              |
| ------------ | ------------ | --------- | ----------------- |
| 800 mètres   | 1 min 47 s 0 | Colombes  | 13 septembre 1958 |
| 1 500 mètres | 3 min 41 s 1 | Stockholm | 22 août 1958      |
| Mile         | 3 min 58 s 9 | Londres   | 3 septembre 1958  |